# Health Level Seven International
Health Level Seven International  (zkráceně HL7 International nebo jen HL7) je nezisková organizace zabývající se vývojem standardů HL7. Většina standardů produkovaných HL7 Int. má ANSI nebo ISO certifikaci.
Byla založena v roce 1987 a její sídlo je v Ann Arbor, v americkém státě Michigan. Do HL7 Int. je zapojeno více než 500 firem z více než 50 zemí světa.
Mise Health Level Seven International je poskytovat standardy, které umožní globální interoperabilitu zdravotnických dat.
HL7 International je tvořena pracovními skupinami sestávajících z dobrovolníků z celého světa. V čele organizace je představenstvo. Výsledná práce pracovních skupin poté podléhá hlasování komunity.
K organizaci HL7 International jsou přidružené mezinárodní organizace – národní pobočky (international affiliates), jejichž posláním je prosazování standardů a jejich přizpůsobení. Pobočkou pro Česko je HL7 Česká republika.